# Emil Schybergson
Ernst Emil Schybergson, född 6 januari 1856 i Åbo, död 7 mars 1920 i Helsingfors, var en finländsk bankman och politiker.
Schybergson blev filosofie magister 1877 och blev vicehäradshövding 1887. Han tjänstgjorde 1877–1890 vid Finlands Bank, var 1890–1896 justitierådman i Helsingfors, samtidigt från 1893 direktör för den konkursmässiga Ab Helsingfors Folkbank, som han 1896 ombildade (bland annat med hjälp av wallenbergska krediter) till ett nytt bankföretag, Privatbanken (sedermera fusionerad med Föreningsbanken). Han var 1904–1905 förvisad till Novgorod och blev 1906 ordförande och verkställande direktör för Finlands hypoteksförening.
Schybergson deltog i de flesta lantdagarna 1885–1918, i ståndslantdagen i borgarståndet och i enkammarlantdagen som representant för Svenska folkpartiet (en partibenämning, som antogs på hans förslag); tidvis följde han en självständig linje, som avvek från partiets ("grupp Schybergson"). Han utgav bland annat Historik öfver Finlands hypoteksförening 1861–1911 (1911) och Finlands Bank 1811–1911 (1914). Han begick självmord sedan stora utländska lån tagna under och efter första världskriget i förening med markens försämrade värde skapat en ohållbar situation för hypoteksföreningen.